# Пичугин, Юрий Викторович
Юрий Викторович Пичугин (Пичуга) (род. 18 октября 1965) — влиятельный российский криминальный авторитет, вор в законе, неоднократно судим за кражи и грабежи, являлся одним из лидеров уголовного мира Республики Коми, где выступал в качестве «криминального судьи» при разборе различных конфликтов, входил в окружение вора в законе Деда Хасана, проживал в Москве и Сыктывкаре.
По состоянию на лето 2019 года Пичугин делил статус главы преступного мира России с вором в законе Шишканом (Олег Шишканов).

## Биография
Родился в 1965 году в Свердловской области, вырос в посёлке Жешарт Усть-Вымского района Коми АССР. В сентябре 1983 года был впервые осуждён за кражу (Усть-Вымский районный суд приговорил его к полутора годам лишения свободы), затем вновь был осуждён на год за хулиганство, в ноябре 1987 года был осуждён за грабёж, в 1988 году за злостное хулиганство угодил за решётку на четыре года, в 1990 году был «коронован» по рекомендации грузинского вора в законе Эдишера Стуруа, после чего стал «смотрящим» по Коми.
В ночь с 1 на 2 января 1998 года у сыктывкарского клуба «Даймон» Юрий Пичугин и несколько его приятелей жестоко избили троих человек из спортклуба «Скиф», при этом отрезав одному из пострадавших часть уха. На этом вражда между конкурентами не закончилась и через два дня «пичугинцы» вновь избили «скифовцев». Через некоторое время всех участвовавших в избиении «пичугинцев», включая самого главаря, задержали (Пичугу взяли на воровской сходке в городе Шахты Ростовской области). Следствие по этому делу сопровождалось чередой громких скандалов: сперва из кабинета милицейского следователя исчез самый важный том уголовного дела, а в конце мая 1999 года сыктывкарский судья выпустила Пичугина из-под стражи под залог в 100 тысяч рублей, после чего тот подался в бега (задержали Пичугу лишь через несколько месяцев в Москве). В конце концов суд признал Пичугина виновным в хулиганстве и приговорил его к трём годам лишения свободы, однако вор в законе был освобождён от наказания по амнистии.
В 2003 году Пичугин был задержан в Москве во время очередной воровской сходки. В октябре 2006 года милиция накрыла в московском ресторане «Золотой слон» криминальную сходку, в которой участвовали 16 человек, в том числе воры в законе Пичуга, Эдуард Асатрян (Эдик Тбилисский или Осетрина), Роман Кащаев (Рома Кащей) и Тимофей Капченин (Тимоха). Пичугу задержали с поддельным украинским паспортом, но вскоре отпустили под подписку о невыезде. В августе 2007 года в Сыктывкаре был убит заместитель директора компании «Ремстройэнерго» Сергей Динер, входивший в группировку Пичугина. 6 ноября 2008 года Пичуга принимал участие в грандиозной воровской «сходке» клана Деда Хасана в Москве, на которой были «коронованы» сразу 10 новичков. После смерти вора в законе Япончика (октябрь 2009 года) Дед Хасан сделал Пичугу своим ставленником и одним из лидеров славянского воровского крыла. В июне 2010 года Пичугин, находившийся в международном розыске, был задержан сотрудниками СБУ во время «сходки» в Одессе с фальшивым украинским паспортом (в 2011 году в Лукьяновском СИЗО Киева его навещал влиятельный вор в законе Вася Воскрес).
В апреле 2012 года Сыктывкарский городской суд заочно приговорил Пичугина к одному году и пяти месяцам лишения свободы в колонии общего режима за самоуправство (в 2009 году в сговоре с тремя сообщниками он с применением насилия пытался завладеть имуществом предпринимателя Сергея Терентьева, владельца судоходной компании «Терпус»; 2 июня 2011 года сообщники, в том числе авторитет Махач Азизов, были осуждены, а дело в отношении Пичугина выделили в отдельное производство). К этому времени Пичуга уже находился на Украине на свободе, отбыв в изоляторе весь назначенный судом срок (в декабре 2011 года его выпустили из Лукьяновского СИЗО), после чего активно включился в местный передел сфер влияния на стороне клана Деда Хасана. А в мае 2012 года Пичугин в компании украинских воров в законе Сергея Лысенко (Лёра Сумской) и Алексея Сальникова (Лёша Краснодонский) был задержан во время «сходки» в Киеве, на которой решался вопрос о назначении нового «смотрящего» по столице Украины.
В ближайшее окружение Пичуги входили авторитеты Александр Хлынов (Белый или Фигура), Максим Абубакаров, Махач Азизов и его младший брат Хадис Азизов (Ломоно), Роман Кащаев (Кащей или Рома Краснодарский), Сергей Лысенко (Лёра Сумской). Хлынов был «коронован» грузинскими ворами в 2001 году по протекции Пичуги и замещал его во время отсутствия вора в Коми, однако после того, как в июне 2005 года убил охранника сыктывкарского развлекательного центра «Релакс», подался в бега. В марте 2007 года Белый был задержан в Москве и этапирован в Коми, в сентябре 2008 года был приговорён Сыктывкарским городским судом к 9 годам лишения свободы и отбывал наказание сперва под Сыктывкаром, а затем в Омской области (по сообщениям СМИ, Белый пошёл на сотрудничество с властями и в декабре 2009 года освободился, за что и был убит в 2010 году во время воровской «сходки», проходившей в Иваново). Бывший чемпион Коми по бодибилдингу Абубакаров летом 1997 года возле того же клуба «Даймон» смертельно нокаутировал «скифовца» Николая Маслова, за что был приговорён к пяти годам лишения свободы, а в 2006 году был задержан сотрудниками УБОП в Сыктывкаре за вымогательство. Азизов был назначен Пичугой «смотрящим» по Сыктывкару, но в июне 2011 года его осудили за самоуправство. Роман Кащаев был «коронован» по протекции Пичуги и лоббировал его интересы в Краснодарском крае. Влиятельный вор в законе Лёра Сумской, в 2012 году вступивший в борьбу за контроль над «общаком» Украины, пользовался поддержкой клана Деда Хасана вообще и Пичуги в частности.
В январе 2017 года в одном из московских ресторанов прошла криминальная «сходка», в которой приняли участие воры в законе Юрий Пичугин, Василий Христофоров (Вася Воскрес), Георгий Диаквнишвили (Гия Длинный) и Паата Твалчрелидзе (Паат Маленький). Предположительно, авторитеты собирались, чтобы обсудить выборы нового лидера российского преступного мира в связи с арестом предыдущего — Захария Калашова (Шакро Молодого). В феврале 2017 года в Республике Коми сотрудники МВД при поддержке Росгвардии задержали Юрия Пичугина и семерых его сообщников. В ходе обысков, проводившихся в Москве, Пятигорске и Сыктывкаре, правоохранители обнаружили и изъяли большое количество оружия. Позже трое из участников группировки были осуждены в особом порядке. В отношении остальных подсудимых следственные действия продолжались.
В декабре 2017 года Министерство финансов США внесло Пичугина в новый санкционный список. 15 июня 2023 года был приговорён к пожизненному заключению.